# 倪阜
倪阜（1452年—1508年），字舜薰，别号东冈，浙江錢塘縣人，應天府上元縣官籍，明朝政治人物。

## 生平
成化十年（1474年）甲午科順天府鄉試第四十二名舉人。成化二十三年（1487年）中式丁未科會試第一百九十三名，二甲第四十一名進士。选庶吉士，弘治二年（1489年）十一月授工部都水司主事，督芜湖关税，升虞衡司员外郎、郎中，管理盔甲厂。十八年（1505年）二月转山东分守海右道左参政。时郡邑多盗，阜计擒首恶，馀党悉降。改守东兖，檄遣勘地，竭力区画，民赖以安，正德二年升四川右布政使，次年正月行至岳州病卒。

## 家族
曾祖倪德潤，贈南京禮部尚書；祖父倪子安，封侍講學士、贈南京禮部尚書；父倪謙，南京禮部尚書、諡文僖。前母姚氏；母郭氏（贈夫人）。永感下。阜为次子。兄倪岳，吏部尚书。弟倪山、倪澤。